# 平林千牧
平林 千牧（ひらばやし ちまき、1935年8月10日 - 2022年7月30日）は、日本の経済学者。位階は従四位。元法政大学総長・日本私立大学連盟常務理事・大学基準協会理事・日本キャリアデザイン学会常務理事・産業ネットワーク多摩副会長。

## 略歴
- 1935年8月10日、東京都に生まれる。
- 1960年、法政大学経済学部を卒業する。
- 1964年、法政大学大学院社会科学研究科経済学専攻修士課程を修了。
- 1971年、法政大学大学院社会科学研究科経済学専攻博士課程を退学。
- 1972年、法政大学経済学部助教授に就任。
- 1980年、法政大学経済学部教授に就任。
- 1992年、法政大学経済学部長に就任（-1993年）。
- 1997年、法政大学大学院議長に就任（-1999年）。
- 1999年、法政大学常務理事に就任。
- 2005年4月、法政大学総長に就任（-2008年3月）。
- 2022年7月30日死去。86歳没[1]。死没日付をもって従四位に叙され、瑞宝重光章を追贈された[2]。

## 著書
- 『古典派経済学の基層』（法政大学出版局、1973）
- 『マルクス経済学 原理論編』（法学書院、1975）

## 編集
- 『マルクス経済学・方法と理論』（時潮社、1984）

## 共訳
- 『資本論成立史１』時永淑、安田展敏（法政大学出版局、1973）
- 『資本論成立史４』時永淑、安田展敏（法政大学出版局、1973）